# Serie A 2001 (Ecuador)
La Serie A 2001 è stata la 43ª edizione della massima serie del campionato di calcio dell'Ecuador, ed è stata vinta dall'Emelec, giunto al suo nono titolo.

## Formula
La stagione è divisa in due fasi: Apertura e Clausura. La prima si disputa in un girone unico; le prime tre si qualificano al girone finale. Il Clausura ricalca l'andamento dell'Apertura. Le ultime due squadre nella classifica complessiva delle due fasi vengono retrocesse, mentre le 6 qualificate alla fase finale si disputano il titolo.

## Apertura
|  | Pos. | Squadra         | Pt | G  | V  | N  | P  | GF | GS | DR  |
|  | ---- | --------------- | -- | -- | -- | -- | -- | -- | -- | --- |
|  | 1.   | El Nacional     | 37 | 18 | 11 | 4  | 3  | 33 | 20 | +13 |
|  | 2.   | ESPOLI          | 32 | 18 | 9  | 5  | 4  | 34 | 22 | +12 |
|  | 2.   | Olmedo          | 32 | 18 | 10 | 2  | 6  | 27 | 23 | +4  |
|  | 4.   | Macará          | 25 | 18 | 7  | 4  | 7  | 25 | 20 | +5  |
|  | 4.   | Aucas           | 25 | 18 | 5  | 10 | 3  | 16 | 13 | +3  |
|  | 6.   | Emelec          | 24 | 18 | 6  | 6  | 6  | 25 | 28 | -3  |
|  | 7.   | Barcelona SC    | 21 | 18 | 5  | 6  | 7  | 18 | 18 | 0   |
|  | 8.   | Delfín          | 20 | 18 | 5  | 5  | 8  | 22 | 31 | -9  |
|  | 9.   | LDU Portoviejo  | 16 | 18 | 4  | 4  | 10 | 17 | 25 | -8  |
|  | 10.  | Deportivo Quito | 13 | 18 | 3  | 4  | 11 | 16 | 33 | -17 |

El Nacional 3 punti bonus; ESPOLI 2; Olmedo 1.

## Clausura
|  | Pos. | Squadra         | Pt | G  | V  | N | P  | GF | GS | DR  |
|  | ---- | --------------- | -- | -- | -- | - | -- | -- | -- | --- |
|  | 1.   | Emelec          | 35 | 18 | 11 | 2 | 5  | 25 | 13 | +12 |
|  | 2.   | Barcelona SC    | 34 | 18 | 9  | 7 | 2  | 23 | 13 | +10 |
|  | 3.   | Deportivo Quito | 33 | 18 | 10 | 3 | 5  | 35 | 25 | +10 |
|  | 4.   | Macará          | 29 | 18 | 8  | 5 | 5  | 23 | 17 | +6  |
|  | 5.   | El Nacional     | 28 | 18 | 7  | 7 | 4  | 31 | 20 | +11 |
|  | 6.   | Aucas           | 24 | 18 | 7  | 3 | 8  | 22 | 22 | 0   |
|  | 7.   | Olmedo          | 22 | 18 | 6  | 4 | 8  | 21 | 18 | +3  |
|  | 8.   | ESPOLI          | 18 | 18 | 4  | 6 | 8  | 20 | 23 | -3  |
|  | 9.   | Delfín          | 16 | 18 | 5  | 1 | 12 | 22 | 43 | -21 |
|  | 10.  | LDU Portoviejo  | 11 | 18 | 3  | 2 | 13 | 21 | 49 | -28 |

Emelec 3 punti bonus; Barcelona 2; Deportivo Quito 1.

## Classifica complessiva
|  | Pos. | Squadra         | Pt | G  | V  | N  | P  | GF | GS | DR  |
|  | ---- | --------------- | -- | -- | -- | -- | -- | -- | -- | --- |
|  | 1.   | El Nacional     | 65 | 36 | 18 | 11 | 7  | 64 | 40 | +24 |
|  | 2.   | Emelec          | 59 | 36 | 17 | 8  | 11 | 50 | 41 | +9  |
|  | 3.   | Barcelona SC    | 55 | 36 | 14 | 13 | 9  | 41 | 31 | +10 |
|  | 4.   | Macará          | 54 | 36 | 15 | 9  | 12 | 48 | 37 | +11 |
|  | 4.   | Olmedo          | 54 | 36 | 16 | 6  | 14 | 48 | 41 | +7  |
|  | 6.   | ESPOLI          | 50 | 36 | 13 | 11 | 12 | 54 | 45 | +9  |
|  | 7.   | Aucas           | 49 | 36 | 12 | 13 | 11 | 38 | 35 | +3  |
|  | 8.   | Deportivo Quito | 46 | 36 | 13 | 7  | 16 | 51 | 58 | -7  |
|  | 9.   | Delfín          | 36 | 36 | 10 | 6  | 20 | 44 | 74 | +30 |
|  | 10.  | LDU Portoviejo  | 27 | 36 | 7  | 6  | 23 | 38 | 74 | -36 |

## Fase finale
Deportivo Quito privato dei punti bonus ottenuti nel Clausura a causa dell'ultimo posto raggiunto nell'Apertura.
El Nacional 3 punti bonus; Emelec 3; ESPOLI 2; Barcelona 2; Olmedo 1; Deportivo Quito 0.
|                    | Pos. | Squadra         | Pt | G  | V | N | P | GF | GS | DR  |
| ------------------ | ---- | --------------- | -- | -- | - | - | - | -- | -- | --- |
| Ecuador (bandiera) | 1.   | Emelec          | 22 | 10 | 6 | 1 | 3 | 13 | 11 | +2  |
|                    | 2.   | El Nacional     | 21 | 10 | 5 | 3 | 2 | 16 | 5  | +11 |
|                    | 3.   | Olmedo          | 20 | 10 | 5 | 4 | 1 | 15 | 8  | +7  |
|                    | 4.   | Barcelona SC    | 11 | 10 | 2 | 3 | 5 | 6  | 10 | -4  |
|                    | 4.   | Deportivo Quito | 11 | 10 | 3 | 2 | 5 | 9  | 18 | -9  |
|                    | 6.   | ESPOLI          | 8  | 10 | 1 | 3 | 6 | 8  | 15 | -7  |

## Verdetti
- Emelec campione nazionale
- Emelec, El Nacional e Olmedo in Coppa Libertadores 2002
- Delfín e LDU Portoviejo retrocessi.

## Classifica marcatori
| Gol |  |  | Giocatore        | Squadra         |
| --- |  |  | ---------------- | --------------- |
| 17  |  |  | Carlos Juárez    | Emelec          |
| 16  |  |  | Mario Álvarez    | Deportivo Quito |
| 16  |  |  | Julio Gómez      | Olmedo          |
| 15  |  |  | Flávio Barros    | Barcelona SC    |
| 14  |  |  | Christian Lara   | Barcelona SC    |
| 13  |  |  | Fabián Cubero    | ESPOLI          |
| 12  |  |  | Nicolás Asencio  | Barcelona SC    |
| 12  |  |  | Gustavo Nonino   | Macará          |
| 12  |  |  | Edison Maldonado | Olmedo          |
| 11  |  |  | Juan Aguinaga    | ESPOLI          |